# Die Goldsucher von Arkansas
Die Goldsucher von Arkansas ist ein in deutsch-italienisch-französischer Koproduktion hergestellter Western aus dem Jahr 1964. Er basiert auf der Romanvorlage Die Regulatoren von Arkansas von Friedrich Gerstäcker.

## Handlung
In Marble City bezahlt ein Indianer seinen Whisky mit Gold. Bevor er den Fundort preisgeben kann, wird er getötet. Bald bricht sich ein Goldrausch Bahn, der die verschiedensten Charaktere in Wagentrecks in die Gegend bringt, darunter auch die Farmersfamilie Brendel, Pater Benson und der Spieler Matt Ellis, der einen Saloon eröffnet. Die beiden Westmänner Phil Stone und Pat McCormick versuchen, das Schlimmste zu verhindern, da Banditen den Treck im Auge haben und auch die Cherokee, auf deren Gebiet der Goldfund vermutet wird, sich gegen die Okkupation ihres Landes wehren wollen. Benson stellt sich als Verbrecher heraus und wird getötet; Stone und McCormick können Matt Ellis überwältigen.

## Kritiken
Das Lexikon des internationalen Films urteilte hart: „In den böhmischen Wäldern gefilmter deutscher Western mit viel reitender Komparserie, der die Geschichte eines Goldgräbertrecks erzählt. Langweilig, uninteressant und voller Klischees“.
Paimann’s Filmlisten stellten hingegen fest, dass das Werk „nach dem bekannten Abenteuerroman in passender Szenerie […] milieuecht gedreht“ wurde. Der Film sei „durchaus anregend.“
Segnalazioni Cinematografiche bemerkten, dass der Film „trotz guter Ausstattung und zahlreichem Personel keinen Rhythmus findet und nur eine weitschweifige, künstliche Nachahmung amerikanischer Vorbilder bietet“.

## Bemerkungen
In Italien wird Regieassistent Alberto Cardone als Ko-Regisseur geführt; der Verleihtitel dort war Alla conquista dell'Arkansas. Die Musik von Heinz Gietz (auf EP SME 41 661 (stereo) bei EMI/Electrola erschienen) wurde mit Ausnahme des Haupttitels in der italienischen Fassung durch Musik von Francesco de Masi ersetzt. Die Musik der italienischen Fassung ist auf LP und CD beim Label Beat Records erschienen (Beat Records CDCR 94) auf Basis der Originalmusikbänder (durch unzureichende Lagerung beschädigt).
Das Filmlied der deutschen Version „Viel Gold und keine Freunde“ interpretiert Ralf Paulsen; es erschien neben der EP SME 41 661 EMI/Electrola auch separat auf einer Single E 22 774 bei EMI/Electrola; in der italienischen Fassung hört man I Cantori Moderni mit „Non sparate sul cantante“.
Die Dreharbeiten fanden in den Wäldern Böhmens und anschließend in den Barrandov-Studios in Prag statt, weshalb – neben Olly Schoberová – in kleineren Rollen auch viele tschechische Schauspieler zu finden sind.